# Anglocanadienses
Los anglocanadienses (en inglés: English Canadians; en francés: Canadiens anglais) son los canadienses de ascendencia inglesa, que tradicionalmente se les contrasta con los francocanadienses. Otra acepción que se usa es que los anglocanadienses son los canadienses angloparlantes que pertenecen cultura y lingüísticamente a la Canadá inglesa.
Aunque muchos de los anglocanadienses descienden directamente de ingleses, la mayoría tiene raíces de varias partes de Europa, principalmente de otras zonas de las islas británicas. Si se toma en cuenta sólo la lengua inglesa, los orígenes de los anglocanadienses se rastrearían incluso a regiones extraeuropeas, tomando el término más una concepción lingüística más que étnica.

## Grupos anglocanadienses
Los anglocanadienses pueden ser agrupados geográficamente según su provincia de origen:
- Ontarianos, provincia de Ontario.
- Manitobanos, provincia de Manitoba.
- Saskatchewanianos, provincia de Saskatchewan.
- Albertanos, provincia de Alberta.
- Colombianos, provincia de Columbia Británica.
- Yukoneses, territorio de Yukón.
- Territorianos noroccidentales, territorios del Noroeste.
- Angloquebequeses, provincia de Quebec.
- Anglonunavoianos, territorio de Nunavut.
- Terranovenselabradorianos, provincia de Terranova y Labrador.
- Principeduardinos, provincia de Isla del Príncipe Eduardo.
- Neoescoceses, provincia de Nueva Escocia.
- Neobrunswienses, provincia de Nuevo Brunswick.
- Anglo-Pres-Rustienses, municipio de los Condados Unidos de Prescott y Russell.

## Personalidades
- Lee Aaron (Ontario) - cantante
- Bryan Adams (Ontario) - vocalista
- Conrad Bain (Alberta) - actor
- Albert Benjamin Simpson (Isla del Príncipe Eduardo) - Señor
- Pat Binns (Saskatchewan) - primer ministro de la Isla del Príncipe Eduardo (1996-2007)
- Robert Borden (Nuevo Escocia) - primer ministro de Canadá (1911-1920)
- Rod Cameron (Alberta) - actor
- Agnes Macphail (Ontario) - política
- Jack Carson (Manitoba) - actor cinematográfico
- Sidney Crosby (Nueva Escocia) - jugador de hockey sobre hielo
- John George Diefenbaker (Ontario) - primer ministro de Canadá (1957-1963)
- John A. Macdonald (Escocia) - primer ministro de Canadá (1867-1873), (1878-1891)
- R.B. Bennett (Nuevo Brunswick) - primer ministro de Canadá (1943-1948)
- Brian Mulroney (Quebec) - primer ministro de Canadá (1984-1993)
- Carl English (Terranova y Labrador) - jugador de baloncesto
- Feist (Nuevo Escocia) - cantante
- Glenn Ford (Quebec) - actor
- Michael J. Fox (Alberta) - actor
- Terry Fox (Manitoba) - joven canadiense
- Adams George Archibald (Nuevo Escocia) - jurista y político
- Ben Heppner (Columbia Británica) - tenor
- Terry Jacks (Manitoba) - cantante
- John J.C. Abbott (Quebec) - primer ministro de Canadá (1891-1892)
- Stephen Harper (Ontario) - primer ministro de Canadá de 2006 a 2015
- John Candy (Ontario) - actor
- Eugene Levy (Ontario) - actor
- Rick Moranis (Ontario) - actor y cantante
- Brendan Fraser - actor
- Guy Maddin (Manitoba) - guionista y director de cine
- Keish (Yukon)
- Nancy Karetak-Lindell (Nunavut) - político federal
- Margot Kidder (Territorios del Noroeste) - actriz de cine
- Ralph Klein (Alberta) - primer ministro de Alberta (1992-2006)
- William Lyon Mackenzie King (Ontario) - primer ministro de Canadá (1921-1926), (1926-1930), (1935-1948)
- Loreena McKennitt (Manitoba) - cantante
- Dustin Milligan (Territorios del Noroeste) - actor
- Carrie-Anne Moss (Columbia Británica) - actriz
- Kevin O'Brien (Nunavut) - político
- Willie O'Ree (Nuevo Brunswick) - jugator profesional de hockey
- Elliot Page (Nueva Escocia) - actor
- Anna Paquin (Manitoba) - actriz
- Lena Pedersen (Nunavut) -  político
- Lester Pearson (Ontario) - primer ministro de Canadá (1963-1968)
- Walter Pidgeon (Nuevo Brunswick) - actor
- Joe Sakic (Columbia Británica) - jugador de hockey sobre hielo
- Joey Smallwood (Terranova y Labrador) - primer ministro de Terranova y Labrador (1949-1972)
- Alexis Smith (Columbia Británica) - actriz
- Margaret Trudeau (Columbia Británica) - antigua esposa del primer ministro de Canadá Pierre Trudeau
- Charles Tupper (Nuevo Escocia) - primer ministro del Nuevo Escocia (1864-1867) y primer ministro de Canadá (1896)
- Shannon Tweed (Terranova y Labrador) - actriz
- Charles Vance Millar (Ontario) - abogado
- Gordon Wray (Nunavut) - político
- Stephane Yelle (Prescott-Russell) - jugator de hockey sobre hielo

## Banderas anglocanadienses

Ontario
Manitoba
Saskatchewan
Alberta
Columbia Británica
Yukón
Territorios del Noroeste
Terranova y Labrador
Isla del Príncipe Eduardo
Nueva Escocia
Nuevo Brunswick
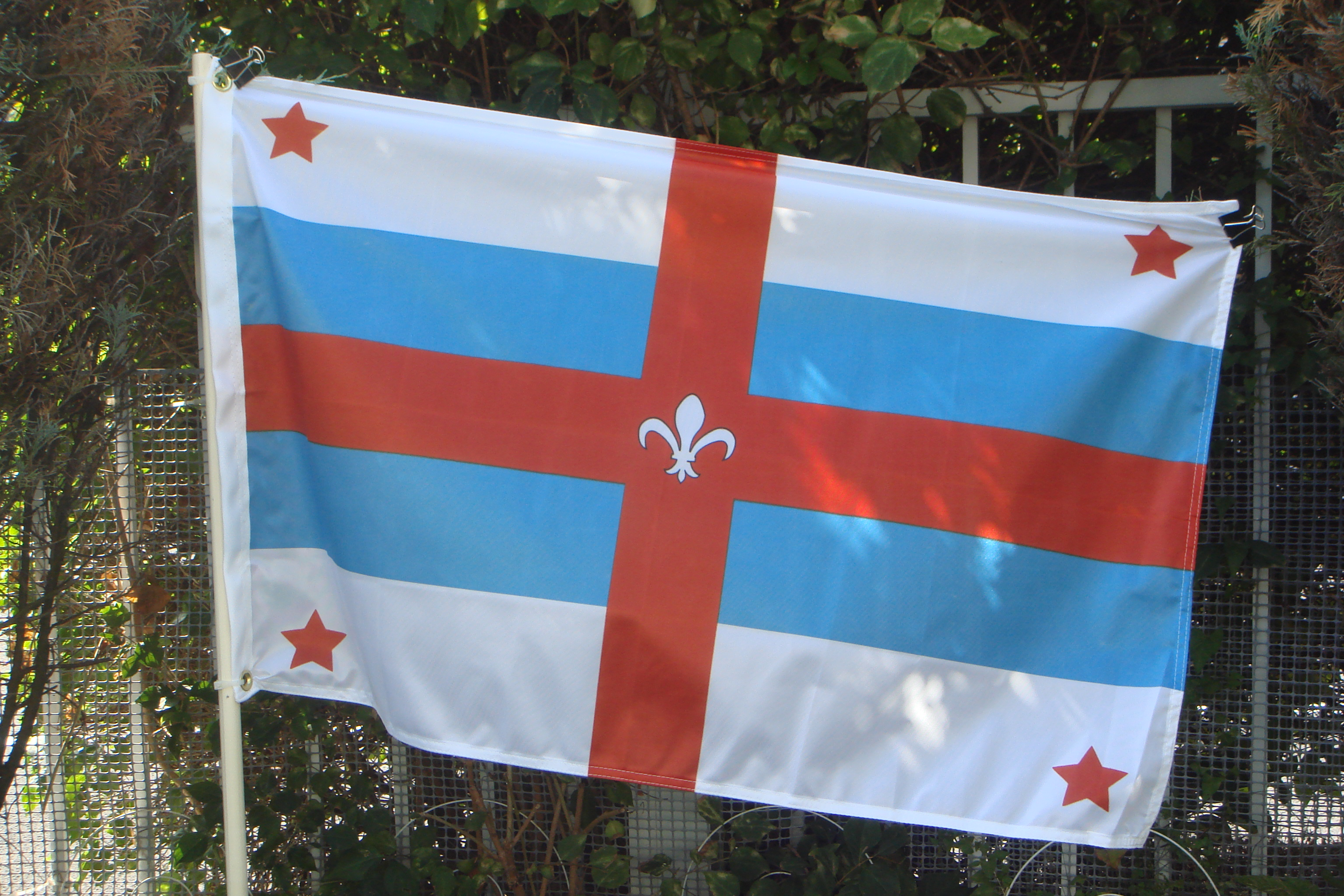
Anglo-Quebequeses